# Radio Free Asia

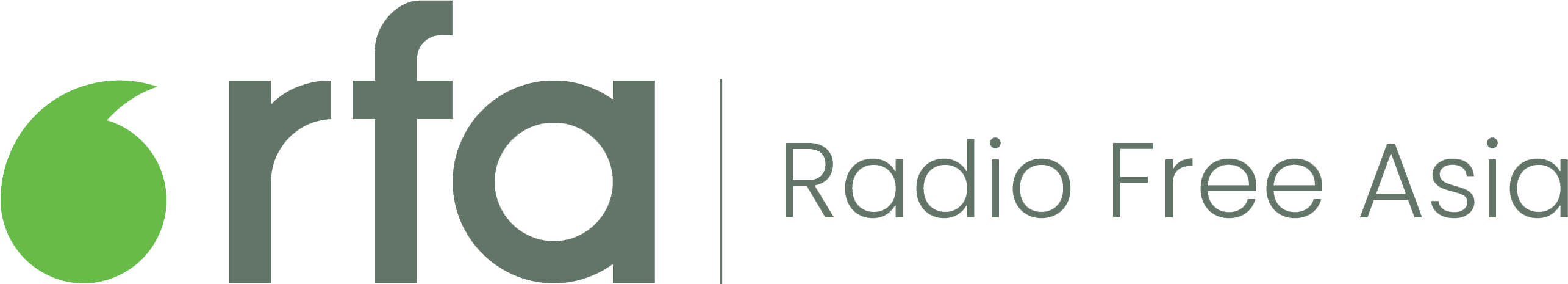
Logo von RFA seit 2021

Radio Free Asia ist ein von der US-Regierung finanzierter Radiosender mit Sitz in Washington, D.C.
Der Sender strahlt Programme auf vier Kanälen in neun verschiedenen Sprachen nach Ost- und Südostasien aus. Zu seinen Aufgaben zählt nach eigenen Angaben die Förderung der demokratischen Werte und Freiheit durch Verbreitung von Fakten und Ideen. 

## Allgemeines
RFA wurde im Jahr 1994 vom US-Kongress ins Leben gerufen; der Programmbetrieb begann im September 1996. Der Sender wird aus US-amerikanischen Quellen finanziert, untersteht der United States Agency for Global Media (USAGM, vormals "Broadcasting Board of Governors"), die für den Betrieb aller nicht-militärischen Auslandssendungen der USA verantwortlich ist, und steht in Beziehungen zum Außenministerium. Schwesterorganisationen, die ebenfalls der USAGM unterstehen, sind Radio Free Europe/Radio Liberty (seit 1950/53), das Office of Cuba Broadcasting (OCB, 1985) und die Middle East Broadcasting Networks (MBN, 2002), ferner die Voice of America (VOA, 1942) und der aus RFA hervorgegangene Open Technology Fund (OTF, 2012/19).
2025 wurde der Betrieb nahezu eingestellt durch Budgetkürzungen von Donald Trump - rund 90 Prozent der US-basierten Angestellten wurden freigestellt.
Die Programme werden im Stil von Radio Free Europe produziert und im Internet, über Satellit und auf Kurzwelle ausgestrahlt. Benutzt werden Kurzwellen-Sendeanlagen in Deutschland (Biblis), Kuwait, auf den Marianen, in Tadschikistan, auf Taiwan und in den Vereinigten Arabischen Emiraten. Kritiker betrachten Radio Free Asia als Auslands-Propagandasender der US-amerikanischen Regierung.

## Sprachdienste
Es gibt folgende Sprachversionen:
- für Nordkorea:
  - koreanisch 자유아시아방송 Jayu Asia Bangsong
- für China:

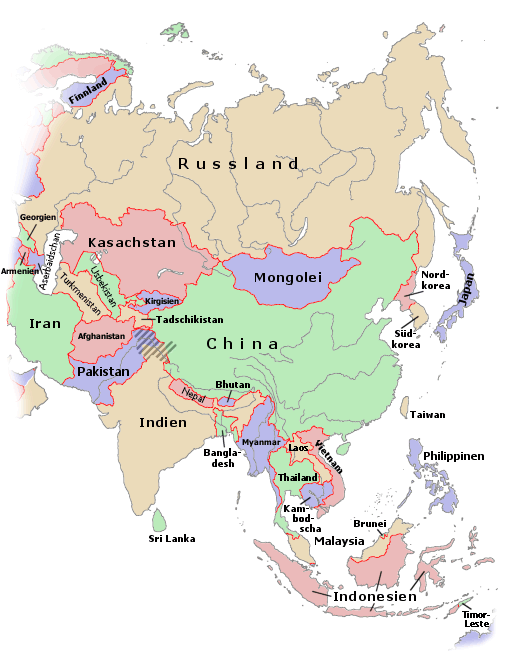
Karte von Asien

  - Mandarin (hochchinesisch) 自由亚洲电台 Zìyóu Yàzhōu Diàntái
  - kantonesisch 自由亞洲電台 Zìyóu Yàzhōu Diàntái
  - tibetisch ཨེ་ཤེ་ཡ་རང་དབང་རླུང་འཕྲིན་ཁང་། Wylie E-she-ya Rang-dbang Rlung-'phrin-khang
  - uigurisch ئەركىن ئاسىيا رادىئوسى Erkin Asiya Radiosi
- für Myanmar:
  - birmanisch လွတ်လပ်တဲ့အာရှအသံ Lvatʻlapʻtaiʹ ʼĀrha ʼAsaṃ
- für Laos:
  - laotisch ວິທຍຸ ເອເຊັຽ ເສຣີ Vithnyu Ēsīa Sēri
- für Vietnam:
  - vietnamesisch Đài Á Châu Tự Do
- für Kambodscha:
  - Khmer វិទ្យុអាស៊ីសេរី Vityu Āsī Serī

## Auszeichnungen
Radio Free Asia erhielt mehrere Auszeichnungen für journalistische Tätigkeiten, darunter folgende:
- 2000, 2004, 2005, 2006, 2007, 2009, 2010, 2011 und 2021: Jährlicher Preis der Menschenrechtspresse (Annual Human Rights Press Award). Amnesty International, Hong Kong Journalists Association, Foreign Correspondents' Club, Hong Kong.[8]
- 2001, 2002, 2003, 2004, 2005 und 2013[9]: Edward R. Murrow Regionale Auszeichnung (Edward R. Murrow Regional Award). Radio-Television News Directors Association.[10]
- 2002, 2004, 2008, 2010[11], 2013, 2014 und 2018: Gracie-Allen-Preis (Gracie Allen award). American Women in Radio and Television.[12]
- 2010 und 2020: Preis für Mut im Journalismus der Internationalen Stiftung für Frauenmedien (The International Women's Media Foundation's Courage in Journalism Award).[13][14]
- 2010: David Burke Distinguished Journalism Award des U.S. Broadcasting Board of Governors (The U.S. Broadcasting Board of Governors' David Burke Distinguished Journalism Award)[15]
- 2010: Erster Preis der Society of Environmental Journalists für herausragende Online-Berichterstattung über die Umwelt für RFAs Multimediaserie „The Last Untamed River“.[16]
- 2010 und 2020: Preis für Mut im Journalismus der Internationalen Stiftung für Frauenmedien (The International Women's Media Foundation's Courage in Journalism Award).[13][14]
- 2014: Sigma Delta Chi-Auszeichnung (Sigma Delta Chi award). The Society of Professional Journalists.[17]
- 2019 und 2020: Edward R. Murrow Nationale Auszeichnung (Edward R. Murrow National Award). Radio-Television News Directors Association.[18][19]
- 2021: BenarNews, ein RFA-Tochterunternehmen, das in Bengali, Thai, Bahasa Malaysia, Bahasa Indonesia und Englisch über Süd- und Südostasien berichtet, wurde von der Radio Television Digital News Association mit dem Murrow Award für Exzellenz in Video (Small Digital News Organization) für eine Videoreportage ausgezeichnet, in der Freiwillige gezeigt werden, die beim Transport, der Beerdigung und der Durchführung der letzten Riten für Menschen, die an COVID-19 in Bangladesch gestorben sind, helfen.[20][21]
- 2021: 歪脑 | WHYNOT (vereinfachtes Chinesisch: 歪脑; traditionelles Chinesisch: 歪腦; Pinyin: Wāinǎo), ein RFA-Ableger, der sich an jüngere Mandarin-Sprecher wendet, gewann den Journalismuspreis 2021 der Online News Association für „Die Bewahrung des ausgelöschten Jahrzehnts der chinesischen Feministenbewegung“.[22]

## Management
Das operative Geschäft  wird von einem CEO (President) geleitet.
- 1996–2005 Richard Richter
- 2005–2019 Libby Liu
- 2019–2020 Bay Fang
- 2020–2021 Stephen Yates
- 2021–0000 Bay Fang